# La Mora, Guanajuato
La Mora är en ort i Mexiko.   Den ligger i kommunen Manuel Doblado och delstaten Guanajuato, i den centrala delen av landet, 300 km nordväst om huvudstaden Mexico City. La Mora ligger 2 087 meter över havet och antalet invånare är 234.
Terrängen runt La Mora är kuperad åt sydväst, men åt nordost är den platt. La Mora ligger uppe på en höjd. Runt La Mora är det ganska glesbefolkat, med 47 invånare per kvadratkilometer. Närmaste större samhälle är Sauz de Armenta, 6,4 km norr om La Mora. Trakten runt La Mora består till största delen av jordbruksmark.